# クロエリハクチョウ

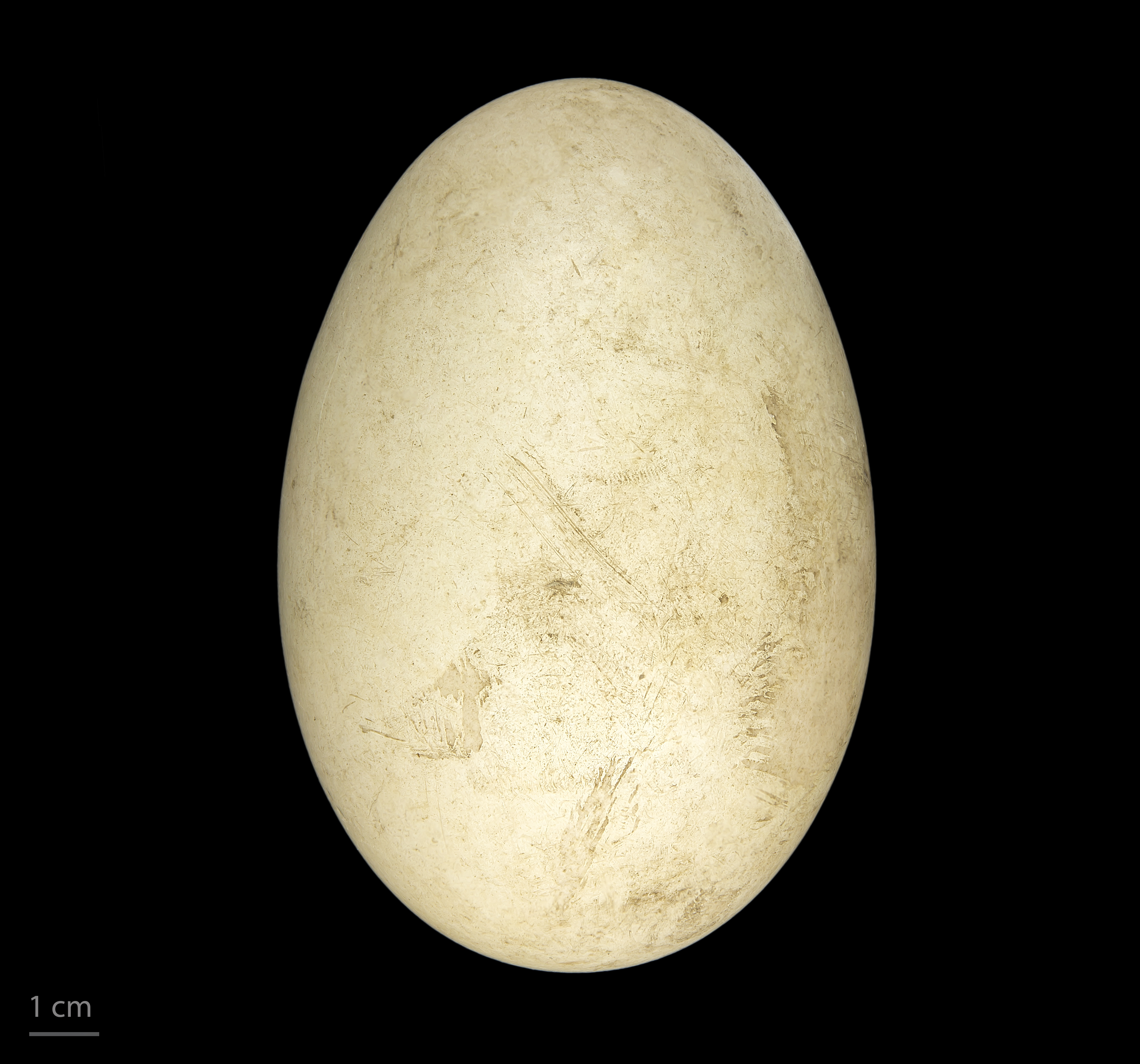
Cygnus melancoryphus

クロエリハクチョウ（黒襟白鳥、学名：Cygnus melancoryphus）は、カモ目カモ科に分類される鳥類の一種。

## 分布
南アメリカ南部のパタゴニアやフォークランド諸島などの淡水の湖、湿地、干潟に生息する。南米に生息する水鳥では最大の種であるが、ハクチョウ属では最小の種のひとつである。
このような容姿をしているが、当然ながら、コクチョウとハクチョウの雑種ではない。コクチョウとコブハクチョウの雑種は濃い灰色をしている。